# Eupterote undans
Eupterote undans är en fjärilsart som beskrevs av Walker 1855. Eupterote undans ingår i släktet Eupterote och familjen Eupterotidae. Inga underarter finns listade i Catalogue of Life.